# فراری از گذشته
فراری از گذشته (飢餓海峡 Kiga kaikyō) یک فیلم ژاپنی در سال ۱۹۶۵ با بازی رنتارو میکونی و کن تاکاکورا و کارگردانی تومو اوچیدا است. این یک داستان پلیسی است که براساس رمان کیگاکایکیو (۱۹۶۲) نوشته تسوتومو میناکامی ساخته شده‌است. این فیلم با نام‌های «دشواری‌های گرسنگی» یا «تنگناهای گرسنگی» (ترجمه تحت‌اللفظی عنوان اصلی ژاپنی) به انگلیسی نیز شناخته می‌شود.

## بازیگران
- رنتارو میکونی- تاکیچی اینوکای معروف به تویچیرو تارومی
- ساچیکو هیداری - یائه سوگویتو
- کن تاکاکورا - کارآگاه آجیمورا
- جونزابوری بان - کارآگاه سابق یومیساکا
- کوجی میتسوی - موتوجیما
- یوشی کاتو - پدر یائه
- ساداکو ساوامورا - همسر موتوجیما
- سوسومو فوجیتا - رئیس پلیس
- نوبو یانا - ماچیدا
- رینیچی یاماموتو - راهب
- آکیکو کازامی - توشیکو

## استقبال
این فیلم به عنوان ششمین فیلم بزرگ ژاپنی ساخته شده توسط کینما جونپو در سال ۱۹۹۵ و سومین فیلم بزرگ ژاپنی در همین مجله در سال ۱۹۹۹ انتخاب شد.